# Диртутькалий
Диртутька́лий — бинарное неорганическое соединение, интерметаллид
калия и ртути
с формулой KHg2,
кристаллы.

## Получение
- Сплавление стехиометрических количеств чистых веществ в инертной атмосфере:

{\displaystyle {\mathsf {K+2Hg\ {\xrightarrow {270^{o}C}}\ KHg_{2}}}}

## Физические свойства
Диртутькалий образует кристаллы ромбической сингонии, пространственная группа I mma, параметры ячейки a = 0,810 нм, b = 0,516 нм, c = 0,877 нм, Z = 4.
Соединение конгруэнтно плавится при температуре 270 °C.